# Jaisalmer
Jaisalmer este un oraș în India.